# Abbaye Saint-Pierre de Pradines
L’abbaye Saint-Pierre de Pradines est une abbaye bénédictine française située dans le département de la Loire.

## Histoire
À la Révolution française, en 1792, la communauté est dispersée. 
Sous l'impulsion de la mère Thérèse de Bavoz (1768-1838), la communauté est refondée sous le Consulat, et s'installe dans le château abandonné du village de  Pradines. Thérèse de Bavoz obtient la reconnaissance de cette refondation du cardinal Fesch en 1818. Elle œuvre également à la restauration de l'Abbaye Saint-Joseph de La Rochette, de l'Abbaye Notre-Dame de Jouarre et de l'Abbaye de Saint-Jean-d'Angély.
Aujourd'hui, la communauté se compose d'environ 55 moniales. 
La vie à l'abbaye est rythmée par les heures canoniales, la communauté vit de son travail : l'imprimerie, la réalisation d'ornements liturgiques et l'accueil des retraitants.

## Sources
- Vie de la Très Révérende Mère Thérèse de Bavoz, Abbesse de Pradines, fondatrice des Bénédictines du Très-Sacré-Cœur de Marie, Paris, Victor Palmé, 1870.

### Site officiel
- le site de la communauté des moniales de Pradines

### Document imprimé
- Cérémonial monastique à l'usage des Religieuses Bénédictines du Très-Saint Chœur de Marie ; Monastère de Pradines (Diocèse de Lyon), rédigé par les soins et le zèle de M. l'abbé Plantier, Missionnaire, Supérieur des Religieuses Bénédictines de Pradines ; sous la Haute direction et avec l'Approbation de S. E. le Cardinal de Bonald, Archevêque de Lyon, J. B. Pélagaud et Cie., 1855 Lyon et Paris : [lire en ligne]